# Rheum rhizostachyum
Rheum rhizostachyum Schrenk – gatunek rośliny z rodziny rdestowatych (Polygonaceae Juss.). Występuje naturalnie w Kazachstanie oraz Chinach (w regionie autonomicznym Sinciang). 

## Morfologia
PokrójBylina dorastająca do 30 cm wysokości.
LiścieIch blaszka liściowa jest skórzasta i ma owalnie eliptyczny kształt. Mierzy 12–25 cm długości oraz 10–22 cm szerokości, jest całobrzega, o nasadzie od zaokrąglonej do sercowatej i tępym wierzchołku. Ogonek liściowy jest owłosiony i osiąga 3–6 cm długości. Gatka jest błoniasta.
KwiatyZebrane w wiechy, o długości 12–28 cm, rozwijają się na szczytach pędów. Listki okwiatu mają eliptyczny kształt i żółtawą barwę, mierzą 2 mm długości.
OwoceMają kształt od jajowatego do elipsoidalnie jajowatego, osiągają 10–11 mm długości.

## Biologia i ekologia
Rośnie na terenach skalistych. Występuje na wysokości od 2600 do 4200 m n.p.m. Kwitnie od czerwca do lipca.